# 水目山站
水目山站，位于中华人民共和国云南省大理白族自治州祥云县云南驿镇九约村，是广大铁路上的车站，中心里程为K147+760。2013年8月29日开通。该站隶属昆明铁路局广通车务段，车站等级为五等站。该站办理货运业务，设有通往祥云能投国际物流的专用线。